# Alon Harazi
Alon Harazi (en hébreu : אלון חרזי), est un footballeur international israélien devenu entraîneur, né le 13 février 1971 à Ramat Gan en Israël, qui joue au poste de défenseur.
Il est le capitaine et le vétéran de l'équipe du Maccabi Haïfa, où il joue pendant 18 ans, jusqu'à prendre sa retraite le soir du match de Ligue des Champions face aux Girondins de Bordeaux, le 8 décembre 2009.

## Biographie

### Carrière de joueur
Au début de sa carrière, Alon jouait au poste d'attaquant dans les équipes de jeunes de son club formateur, le Hakoah Ramat Gan, avant d'être repositionné dans des tâches plus défensives.
Alon Harazi est véritablement considéré comme une légende dans son club, il aura joué en tout 526 matchs avec son club de cœur.
Il fut notamment, avec Nir Davidovich et Yaniv Katan, l'un des protagonistes de la retentissante élimination du PSG lors de la Coupe des coupes, en 1998 (1-1 ; 2-3). Leur épopée européenne s'achèvera finalement en quarts de finale, à la suite d'une défaite face au Lokomotiv Moscou (4-0).
Avec son club, il a remporté 8 titres de champion d'Israël (plus que tout autre joueur) dont six avec le Maccabi Haïfa (les autres étant remportés avec le Betar Jérusalem), ainsi que trois coupes nationales. Il fit plus de 400 matchs de championnat au sein du Maccabi, ce qui est un record, célébré en novembre 2005 dans un match contre le Maccabi Tel-Aviv. Il disputa aussi la Coupe des Coupes, et la phase de poules de la Ligue des Champions.
Il fut le joueur le plus capé à l'issue du championnat 2008-2009, et aura joué 66 matchs en compétitions européennes.
Le 3 juin 2009, Harazi annonce qu'il souhaite mettre un terme à sa carrière à la fin de l'année 2009, après la phase de poules de Ligue des Champions. Le 8 décembre, il joue son dernier match contre les Girondins de Bordeaux. Petit clin d'œil à l'histoire, après avoir fait ses débuts au poste d'attaquant, puis repositionné en défense pendant toute sa carrière, il joua son dernier match au poste d'attaquant.
Le président du club a annoncé que Alon deviendrait recruteur au sein du club.

### Carrière internationale
Sélectionné à 89 reprises en équipe nationale entre 1992 et 2006.

## Palmarès
- Avec le  Maccabi Haïfa
  - Champion d'Israël en 1991, 1994, 1998, 2001, 2002, 2004, 2005, 2006 et 2009
  - Vainqueur de la Coupe d'Israël en 1991, 1993 et 1995
  - Vainqueur de la Coupe de la Ligue israélienne en 1994, 1998, 2002, 2006 et 2008